# アルフォンソ・ドミンゲス
アルフォンソ・ドミンゲス（Alfonso Domínguez、1965年9月24日 - ）は、ウルグアイ・ドゥラスノ出身の元サッカー選手。元ウルグアイ代表。ポジションはディフェンダー。

## 経歴
ウルグアイのペニャロールでサッカー選手としてデビューし、1987年にコパ・リベルタドーレスで優勝。その年のトヨタカップ（インターコンチネンタルカップ）にも出場した。その後はアルゼンチンのCAリーベル・プレートや母国のナシオナル・モンテビデオなどでプレーした。
ウルグアイ代表としては、1987年から1990年までに31試合に出場。主に左サイドバックを務め、1990年のワールドカップイタリア大会にも出場した。

## タイトル
CAペニャロール
- コパ・リベルタドーレス : 1987

ウルグアイ代表
- コパ・アメリカ : 1987